# جزيرة أكسل هايبرغ

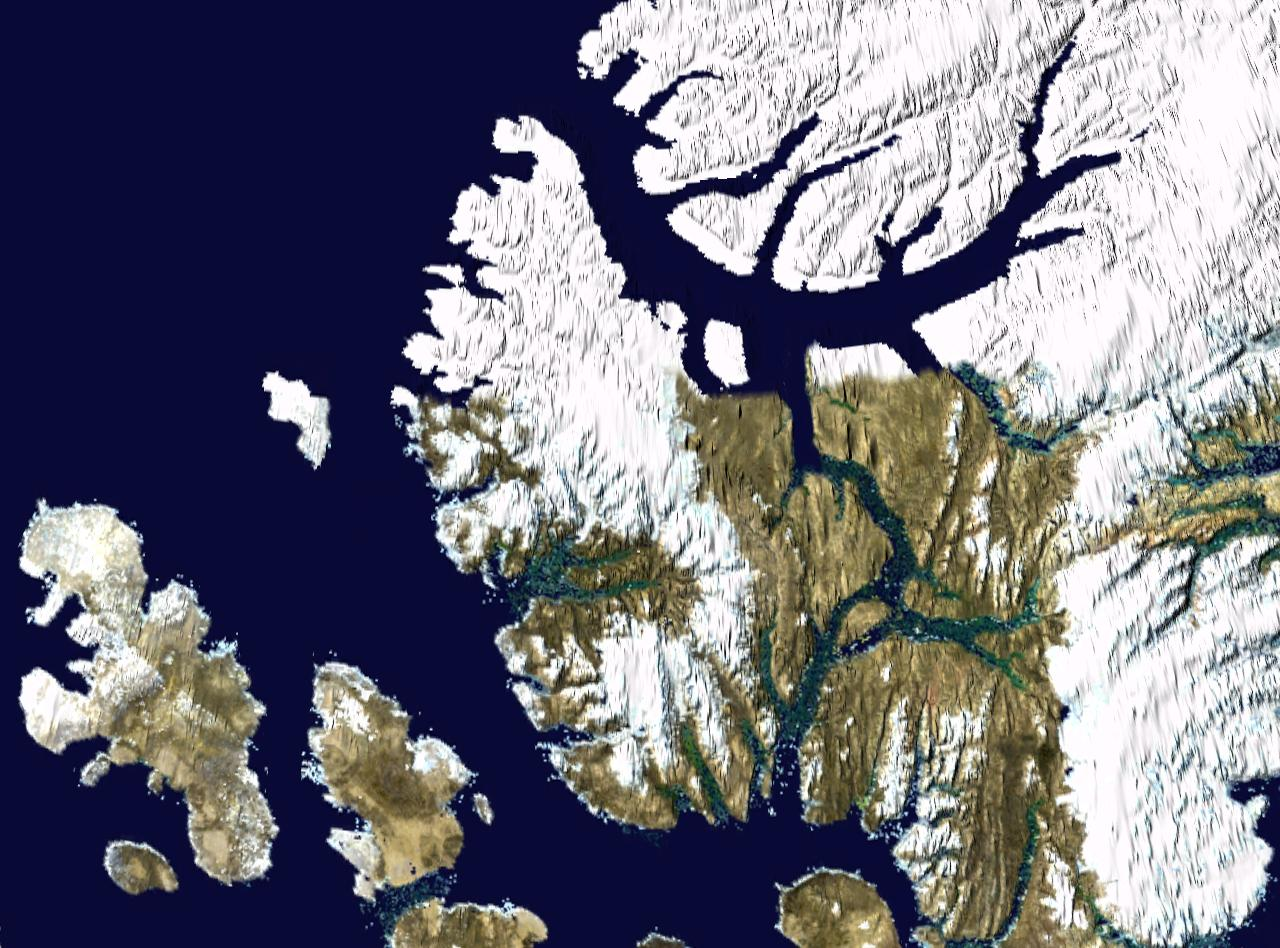
صورة فضائية لجزيرة أكسل هايبرغ

جزيرة أكسل هايبرغ هي جزيرة في منطقة قيكيقتالوك بإقليم نونافوت بكندا. وتقع في المحيط المتجمد الشمالي، وهي الجزيرة رقم 32 من حيث أكبر الجزر في العالم وسابع أكبر جزر كندا. ووفقًا لـ إحصاءات كندا، تبلغ مساحتها 43,178 كـم2 (16,671 ميل2).
إلى جانب كونها واحدة من أكبر أجزاء أرخبيل القطب الشمالي الكندي، فهي أيضًا أحد أجزاء جزر سفيردروب (Sverdrup Islands) وجزر الملكة إليزابيث (Queen Elizabeth Islands). وهي معروفة بـ غاباتها المستحاثة (الأحفورية)، والتي يرجع تاريخها إلى عصر الإيوسين. ونظرًا لعدم وجود تشبع بالمواد المعدنية في الكثير من العينات التي أخذت من الغابة، يضعف الوصف التقليدي «التحجر» في وصف هذه الغابات وربما يكون «التحنيط» وصفًا أكثر وضوحًا. ومن الواضح أن غابة أكسل هايبرغ كانت غابة رطبة في منطقة خطوط العرض العليا.

## التاريخ
كانت جزيرة أكسل هايبرغ مأهولة بالسكان في الماضي من قبل شعب الإنويت ولكن أصبحت غير مأهولة بالسكان منذ أن سماها أوتو سفيردروب (Otto Sverdrup)، الذي اكتشفها بين عامي 1900-01. وقد سماها على اسم أكسل هايبرغ (Axel Heiberg)، وهو المدير المالي لمصنع الجعة النرويجي رينجنز الذي كان راعيًا للرحلة الاستكشافية. وقد زار مستكشفون آخرون الجزيرة خلال أوائل القرن العشرين، وهي الفترة التي كانت تطالب النرويج بالحصول عليها حتى عام 1930. أما الآن فهي جزء من إقليم نونافوت بكندا. ولم يتم تصوير الجزيرة حتى أواخر الأربعينيات من القرن العشرين (1940) حين قامت عملية بولاريس التابعة للقوات الجوية العسكرية الأمريكية بتصويرها من الجو. وفي عام 1955، اجتاز اثنان من علماء الجيولوجيا من هيئة المساحة الجيولوجية في كندا، وهما إن جى ماكميلان (N.J. McMillan) وساوثير (Souther)، الجزء الداخلي من الجزيرة كجزء من عملية فرانكلين. وتعد ملاحظات ماكميلان عن بوند جلاسير (Bunde Glacier)، في شمال غرب جزيرة أكسل هايبرغ، هي الملاحظات الأولية عن الجليد التي وجدت طريقها إلى النشر العلمي على أرض الواقع.
وفي عام 1959، استكشف علماء من جامعة مكغيل مضيق إكسبيديشن البحري (المعروف سابقًا باسم مضيق سور أو مضيق ساوث) في وسط جزيرة أكسل هايبرغ. وأدى هذا إلى إنشاء محطة أبحاث مكغيل في القطب الشمالي ()، التي شيدت 8 كـم (5.0 ميل) على بعد 8 كم (5.0 ميل) نحو الداخل من مضيق إكسبيديشن عام 1960. وتتكون من كوخ صغير للأبحاث ومطبخ مؤقت ومبنيين مؤقتين يمكنهما استيعاب 8-12 شخص بشكل مريح. وقد كانت المحطة أكثر ازدحامًا خلال أوائل الستينيات من القرن العشرين (1960)، التي خلالها كان عدد الأشخاص الموجودين 20 شخصًا. وتُستخدم المحطة في الوقت الحالي فقط لإجراء دراسات محددة خلال أشهر الصيف.
وخلال فصل الصيف عام 1986، انطلقت رحلة استكشافية كندية برئاسة الدكتور جيمس باسنجر (James Basinger) لدراسة غابة مستحاثة غير عادية على جزيرة أكسل هايبرغ. ومنذ ذلك الحين تم الإعلان عن نتائج هذه الرحلات الاستكشافية والرحلات اللاحقة على الملأ في كندا. ومنذ أكثر من 40 مليون سنة مضت خلال عصر الإيوسين، ازدهرت غابة من الأشجار العالية على جزيرة أكسل هايبرغ. وقد وصل طول الأشجار إلى 35 مترًا؛ التي قد يكون نمى بعضها منذ 500 إلى 1000 سنة. وفي ذلك الوقت، كان المناخ القطبي حارًا ولكن كانت فصول الشتاء لا تزال في ظلام مستمر طيلة ثلاثة أشهر. وبينما كانت الأشجار تسقط، كانت الرواسب الدقيقة التي نمت فيها الغابة تحمي النباتات. وبدلاً من أن تتحول إلى حفريات «حجرية» متحجرة، كانت تجف في النهاية من الطقس البارد ومناخ القطب الشمالي الجاف، وتم اكتشافها مؤخرًا فقط من خلال التعرية.
وفي أواخر عام 1999، كان الحفاظ على هذا الموقع الفريد أمرًا هامًا لأن الخشب المستحاث كان يتلف بسهولة ويتآكل بمجرد تعريته. وقد كانت هناك مخاوف من أن سياح السفن السياحية في القطب الشمالي كانوا يأخذون هذه الأخشاب، وأن الموقع كان يتعرض للبعثرة من قبل طائرات هليكوبتر عسكرية كندية كانت تأتي من قاعدة قريبة وحتى من قبل العلماء أنفسهم أثناء إجراء دراساتهم. وكانت هناك دعوات لتوفير مزيد من الحماية للمنطقة. وهذه المنطقة الآن ليس لديها أي صفة رسمية، ويرجع ذلك جزئيًا إلى أن المطالبات بالحصول على الأرض كان لا بد من تسويتها. ولكن يبحث إقليم نونافوت في الوقت الحالي عن أفضل السبل لحماية الغابات المستحاثة، ربما من خلال إنشاء حديقة إقليمية يتم تسميتها نيباقتوليك (Napaaqtulik)، ومعناها «حيثما توجد الأشجار».
كما تم اكتشاف حفريات مثيرة ترجع للحيوانات على الجزيرة، بما فيها عينة محفوظة بشكل رائع لأحد سلاحف أورورا تشاليس (Aurorachelys) القديمة.

## التجلد
وايت جلاسير هو نهر جليدي ضيق يحتل مساحة 38.7 كـم2 (14.9 ميل2) في منطقة مضيق إكسبيديشن على جزيرة أكسل هايبرغ (خط طول 90 درجة 50 دقيقة غربًا، وخط عرض 79 درجة 30 دقيقة شمالاً). ويمتد ارتفاعه من 56 إلى 1,782 م (184 إلى 5,846 قدم) فوق مستوى سطح البحر، وهي المسافة التي اجتازها ديفون آيس كاب (Devon Ice Cap)، كما دونها دايرجيروف (Dyurgerov) عام (2002) في قائمة الأنهار الجليدية التي لها توازن كتلة متناسب في العالم. ويصل سُمك الجليد إلى 400 م (1,300 قدم) أو يتجاوزه. ولم يصل إلى أقصى امتداد له في التاريخ الحديث، مشيرًا إلى زيادة النهر الجليدي نتيجة لبرودة العصر الجليدي الصغير، قبل أواخر القرن 18 وربما ازداد امتداده في بداية القرن العشرين. وهناك دليل على تباطؤ تراجع الحد، الذي كان سابقًا يقدر بحوالي 5 م (16 قدم) في السنة، (كوجلي وآخرون 1996أ؛ كوجلي وآدامز عام 2000). وقد كان نهر وايت جلاسير موضوع العديد من الأبحاث في الأدب دراسة الجليد منذ عام 1960، على سبيل المثال مولر (Müller) (1962) كان مصدر الرسم البياني التقليدي الحالي الذي يفصل ويوضح مفهوم «السحنات الجليدية».

## السكان
الجزيرة غير مأهولة باستثناء محطة أبحاث موسمية صغيرة تديرها جامعة مكغيل.

## كتابات أخرى
- Jackson, M P A, and J C Harrison. 2006. "An Allochthonous Salt Canopy on Axel Heiberg Island, Sverdrup Basin, Arctic Canada". Geology. 34, no. 12: 1045.
- LePage, B. A. 2001. "New Species of Picea A. Dietrich (Pinaceae) from the Middle Eocene of Axel Heiberg Island, Arctic Canada". Botanical Journal of the Linnean Society. 135: 137-167.
- Liptzin, Daniel. 2006. "A Banded Vegetation Pattern in a High Arctic Community on Axel Heiberg Island, Nunavut, Canada". Arctic, Antarctic, and Alpine Research. 38, no. 2: 216.
- Vandermark, D., J. A. Tarduno, and D. B. Brinkman. 2006. "Late Cretaceous Plesiosaur Teeth from Axel Heiberg Island, Nunavut, Canada". Arctic. 59, no. 1: 79-82.

## وصلات خارجية
- Axel Heiberg Island's Eocene forests
- Unearthing a Frozen Forest نسخة محفوظة 5 يناير 2013 at Archive.is
- Arctic Redwood Fossils Are Clues to Ancient Climates

قالب:Petrified forests
‌